# Sernio
Sernio ist eine Gemeinde (comune) in der norditalienischen Provinz Sondrio in der Lombardei mit 484 Einwohnern (Stand 31. Dezember 2023).

## Lage und Einwohner
Die Gemeinde liegt rund 30 Kilometer nordöstlich von der Provinzhauptstadt Sondrio an der Adda im Veltlin und grenzt unmittelbar an die Provinz Brescia. 
Die Nachbargemeinden sind Corteno Golgi (BS), Edolo (BS), Lovero, Tirano und Vervio.

## Verkehr
Durch die Gemeinde führt die Strada Statale 38 dello Stelvio von Piantedo nach Bozen.

## Sehenswürdigkeiten
- Pfarrkirche Santi Cosma e Damiano und Beinhaus.
- Kirche San Gottardo.
- Kirche San Rocco
- Oratorium Santa Maria della Neve mit Gemälde (XV. Jahrhundert). Eine alte geschnitzte und bemalte hölzerne Ancona von Giacomo del Maino (Mailand 1469 – Pavia 1505), der in den Hauptaltar der kleinen Kirche integriert ist (1486–1488).
- Oratorium San Pietro (1769)
- Palast Omodei (XVII Jahrhundert). Giovanni Antonio Omodei, obwohl er im Jahr 1623 ein elegantes Herrenhaus im Dorf und den mittelalterlichen Turm besaß, ließ im Stadtteil Piazza im Westen des Dorfes eine neue Residenz errichten und im Laufe des 18. Jahrhunderts mit der Erweiterung des Nordflügels erweitert.
- Bei den "Baitelli" (im örtlichen Dialekt "Baitei") von Sernio[2][3] handelt es sich um den "Crot" des benachbarten Puschlav vergleichbare Rundbauten aus Trockenmauerwerk mit Kraggewölbe[4].

## Söhne und Töchter
- Aldo Maria Patroni (1904–1988), Jesuit, Bischof von Calicut.